# Xã Neligh, Quận Cuming, Nebraska
Xã Neligh (tiếng Anh: Neligh Township) là một xã thuộc quận Cuming, tiểu bang Nebraska, Hoa Kỳ. Năm 2010, dân số của xã này là 177 người.